# Theclinesthes lavara
Theclinesthes lavara är en fjärilsart som beskrevs av Couchman 1954. Theclinesthes lavara ingår i släktet Theclinesthes och familjen juvelvingar. Inga underarter finns listade i Catalogue of Life.